# Krszte Velkoszki
Krszte Velkoszki (macedónul: Крсте Велкоски; Vevcsani, 1988. február 20. –) macedón válogatott labdarúgó, a Rabotnicski játékosa.

## Pályafutása

### Klubcsapatokban
A Rabotnicski korosztályos csapataiban nevelkedett, majd itt is lett profi játékos. 2008 és 2011 között megfordult a Metalurg Szkopje, a román Ceahlăul és a ciprusi Énoszi Néon Paralimníu, majd 2011 januárjában visszatért nevelő klubjába. 2014 januárjában két és fél évre a bosnyák Sarajevo csapatába igazolt. 2016 márciusában az Incshon United csapata igazolta le. 2017-ben rövid ideig a thaiföldi Nakhon Ratcsaszima csapatát erősítette, majd visszatért a Sarajevo csapatához. 2022 nyarán harmadszor is visszatért a Rabotnicskihoz.

### A válogatottban
A 2021-ben megrendezett 2020-as labdarúgó-Európa-bajnokságra utazó válogatott keret tagja volt.

## Statisztika

### Válogatott
2021. június 21-i állapotnak megfelelően.
| Macedónia | Macedónia       | Macedónia |
| Év        | Pályára lépések | Gólok     |
| --------- | --------------- | --------- |
| 2014      | 4               | 0         |
| 2015      | 4               | 0         |
| 2016      | 0               | 0         |
| 2017      | 0               | 0         |
| 2018      | 2               | 0         |
| 2019      | 0               | 0         |
| 2020      | 2               | 0         |
| 2021      | 1               | 0         |
| Összesen  | 13              | 0         |

## Sikerei, díjai

### Klub
- Rabotnicski
  - Macedón bajnok: 2007–08, 2013–14
  - Macedón kupa: 2007–08, 2013–14

- Sarajevo
  - Bosznia-hercegovinai bajnok: 2014–15, 2018–19, 2019–20
  - Bosznia-hercegovinai kupa: 2013–2014, 2018–19, 2020–21